# Ljubljanska nogometna podzveza
La Ljubljanska nogometna podzveza (questa la dicitura in lingua slovena, mentre in quella serbo-croata era Ljubljanski nogometni podsavez) fu la sottofederazione calcistica di Lubiana, una delle 15 in cui era diviso il sistema calcistico del Regno di Jugoslavia.. La dicitura della sottofederazione veniva abbreviata in LjNP.
La LjNP venne fondata il 23 aprile 1920 per i club del territorio delle regioni di Lubiana e Maribor. Il giorno della sua fondazione c'erano sette club:
- da Lubiana: Ilirja, Slovan e Sparta
- da Celje:   Celje
- da Maribor: Rapid, Herta e Rote Elf

Subito dopo si unirono altri 13 club:
- da Lubiana: Primorje, Hermes, Jadran, LASK e Svoboda
- da Celje:   Atletik, Svoboda, Slavija e Vojnik
- da Ptuj:    SK Ptuj
- da Maribor: 1.SSK Maribor e SV Vesna
- da Kranj:   Sava (poi ridenominato Triglav)

Nell'agosto del 1939 nacque la Banovina di Croazia ed i club croati lasciarono la Federcalcio jugoslava e fondarono quella croata in ottobre. Il 19 ottobre 1939 venne sciolta la LjNP e nacque la Federazione calcistica della Slovenia, che ne rilevò proprietà e debiti, ed al suo interno nacquero le nuove sottofederazioni di Maribor, Celje e Lubiana (che così non era più la principale, ma una delle tre sottofederazioni slovene).

## Albo d'oro
La prima divisione (1. razred, prima classe) poteva essere a girone unico o divisa su tre gironi (Lubiana, Maribor e Celje). Dal 1923 la vincitrice partecipava alle qualificazioni per il Državno prvenstvo (campionato nazionale).

In verde le stagioni in cui il campionato era di seconda divisione nella piramide calcistica.
| Stagione       | Vincitore                                          | Finalista 2º classificato                          | 3º classificato                                    | Formula                                            |
| -------------- | -------------------------------------------------- | -------------------------------------------------- | -------------------------------------------------- | -------------------------------------------------- |
| 1920           | Ilirija                                            | Rapid Marburg                                      | Slovan Lubiana                                     | girone unico                                       |
| autunno 1920   | Ilirija                                            | Rapid Marburg                                      | Celje                                              | 3 gironi + fase finale                             |
| primavera 1921 | Ilirija                                            | Athletik Celje                                     | 1.SŠK Maribor                                      | 3 gironi + fase finale                             |
| 1921–22        | Ilirija                                            | 1.SŠK Maribor                                      | Athletik Celje                                     | 3 gironi + fase finale                             |
| 1922–23        | Ilirija                                            | 1.SŠK Maribor                                      | Athletik Celje                                     | 3 gironi + fase finale                             |
| 1923–24        | Ilirija                                            | 1.SŠK Maribor                                      | Celje                                              | 3 gironi + fase finale                             |
| 1924–25        | Ilirija                                            | Rapid Marburg                                      | Jadran Lubiana                                     | girone unico                                       |
| 1925–26        | Ilirija                                            | Rapid Marburg                                      | Celje                                              | 3 gironi + fase finale                             |
| 1926–27        | Ilirija                                            | Rapid Marburg                                      | Athletik Celje                                     | 3 gironi + fase finale                             |
| 1927–28        | Primorje Lubiana                                   | 1.SŠK Maribor                                      | Athletik Celje                                     | 3 gironi + fase finale                             |
| 1928–29        | Primorje Lubiana                                   | 1.SŠK Maribor                                      | Celje                                              | 3 gironi + fase finale                             |
| 1929–30        | Ilirija                                            | 1.SŠK Maribor                                      | Celje                                              | 3 gironi + fase finale                             |
| 1930–31        | 1.SŠK Maribor                                      | Svoboda                                            | Athletik Celje                                     | 3 gironi + fase finale                             |
| 1931–32        | Ilirija                                            | Primorje Lubiana                                   | 1.SŠK Maribor                                      | girone unico                                       |
| 1932–33        | 1.SŠK Maribor                                      | Rapid Marburg                                      | Železničar Maribor                                 | girone unico                                       |
| 1933–34        | Ilirija                                            | Železničar Maribor                                 | ČSK Čakovec                                        | girone unico                                       |
| 1934–35        | Ilirija                                            | Železničar Maribor                                 | Rapid Marburg                                      | girone unico                                       |
| 1935–36        | SK Lubiana                                         | ČSK Čakovec                                        | Železničar Maribor                                 | 2 gironi + fase finale                             |
| 1936–37        | Železničar Maribor                                 | Celje                                              | Amater Trbovlje                                    | 2 gironi + fase finale                             |
| 1937–38        | ČSK Čakovec                                        | Železničar Maribor                                 | 1.SŠK Maribor                                      | 3 gironi + fase finale                             |
| 1938–39        | 1.SŠK Maribor                                      | Jesenice                                           | n.d.                                               | 3 gironi + fase finale                             |
| 1939–40        | Železničar Maribor                                 | 1.SŠK Maribor                                      | n.d.                                               | 3 gironi + fase finale                             |
| 1940–41        | torneo interrotto (fra le sole squadre di Lubiana) | torneo interrotto (fra le sole squadre di Lubiana) | torneo interrotto (fra le sole squadre di Lubiana) | torneo interrotto (fra le sole squadre di Lubiana) |
| 1940–41        | SK Lubiana                                         | Železničar Maribor                                 | Amater Trbovlje                                    | Campionato sloveno a girone unico                  |